# Prvenstvo Hrvatske u ragbiju 2016./17.
Prvenstvo Hrvatske u ragbiju za sezonu 2016./17. je petnaesti put zaredom osvojila momčad Nada iz Splita.

## Prva liga

### Sudionici
- Makarska Rivijera - Makarska
- Sinj - Sinj
- Nada - Split
- Mladost - Zagreb
- Zagreb - Zagreb

### Ljestvica
| mj. | klub              | ut. | pob. | ner. | por. | poen+ | poen- | bod |
| --- | ----------------- | --- | ---- | ---- | ---- | ----- | ----- | --- |
| 1.  | Nada              | 8   | 8    | 0    | 0    | 281   | 60    | 37  |
| 2.  | Mladost           | 8   | 6    | 0    | 2    | 219   | 113   | 29  |
| 3.  | Sinj              | 8   | 2    | 1    | 5    | 166   | 230   | 10  |
| 4.  | Makarska Rivijera | 8   | 2    | 1    | 5    | 158   | 197   | 9   |
| 5.  | Zagreb            | 8   | 1    | 0    | 7    | 82    | 306   | 5   |

### Rezultati
| 1. kolo                  | 1. kolo |
| ------------------------ | ------- |
| 24. rujna 2016.          |         |
| Mladost - Zagreb         | 26:7    |
| 19. studenog 2016.       |         |
| Makarska Rivijera - Sinj | 44:13   |

| 2. kolo                    | 2. kolo |
| -------------------------- | ------- |
| 1. listopada 2016.         |         |
| Nada - Mladost             | 31:10   |
| 30. listopada 2016.        |         |
| Zagreb - Makarska Rivijera | 5:43    |

| 3. kolo                  | 3. kolo |
| ------------------------ | ------- |
| 8. listopada 2016.       |         |
| Sinj - Zagreb            | 48:21   |
| 10. prosinca 2016.       |         |
| Makarska Rivijera - Nada | 5:43    |

| 4. kolo                     | 4. kolo |
| --------------------------- | ------- |
| 15. listopada 2016.         |         |
| Mladost - Makarska Rivijera | 10:7    |
| Nada - Sinj                 | 30:3    |

| 5. kolo            | 5. kolo |
| ------------------ | ------- |
| 12. studenog 2016. |         |
| Zagreb - Nada      | 0:21    |
| 25. veljače 2017.  |         |
| Sinj - Mladost     | 0:20    |

| 6. kolo                  | 6. kolo |
| ------------------------ | ------- |
| 18. ožujka 2017.         |         |
| Zagreb - Mladost         | 5:48    |
| Sinj - Makarska Rivijera | 27:27   |

| 7. kolo                    | 7. kolo |
| -------------------------- | ------- |
| 25. ožujka 2017.           |         |
| Makarska Rivijera - Zagreb | 17:22   |
| Mladost - Nada             | 11:19   |

| 8. kolo                  | 8. kolo |
| ------------------------ | ------- |
| 1. travnja 2017.         |         |
| Nada - Makarska Rivijera | 20:0    |
| Zagreb - Sinj            | 17:20   |

| 9. kolo                     | 9. kolo |
| --------------------------- | ------- |
| 8. travnja 2017.            |         |
| Makarska Rivijera - Mladost | 15:57   |
| Sinj - Nada                 | 26:34   |

| 10. kolo          | 10. kolo |
| ----------------- | -------- |
| 15. travnja 2017. |          |
| Mladost - Sinj    | 37:29    |
| Nada - Zagreb     | 83:5     |

## Druga liga
Druga liga je igrana turnirski - krot tri kvalifikacijska turnira i završnicu. Ligu je osvojio Novi Zagreb.

### Sudionici
- Rijeka, Rijeka
- Šibenik, Šibenik
- Lokomotiva, Zagreb
- Novi Zagreb, Zagreb

### Ljestvica
| mj. | klub        | ut. | pob. | ner. | por. | poen+ | poen- | bod |
| --- | ----------- | --- | ---- | ---- | ---- | ----- | ----- | --- |
| 1.  | Novi Zagreb | 7   | 6    | 0    | 1    | 196   | 54    | 28  |
| 2.  | Šibenik     | 7   | 4    | 0    | 3    | 167   | 116   | 19  |
| 3.  | Rijeka      | 7   | 3    | 0    | 4    | 128   | 121   | 16  |
| 4.  | Lokomotiva  | 5   | 0    | 0    | 5    | 36    | 236   | 1   |

### Rezultati
| 1. kvalifikacijski turnir  | 1. kvalifikacijski turnir |
| -------------------------- | ------------------------- |
| Sisak, 15. listopada 2016. |                           |
| Šibenik - Novi Zagreb      | 0:26                      |
| Novi Zagreb - Rijeka       | 22:0                      |
| Rijeka - Šibenik           | 0:12                      |

| 2. kvalifikacijski turnir   | 2. kvalifikacijski turnir |
| --------------------------- | ------------------------- |
| Šibenik, 12. studenog 2016. |                           |
| Novi Zagreb - Rijeka        | 17:12                     |
| Šibenik - Lokomotiva        | 47:7                      |
| Rijeka - Lokomotiva         | 60:0                      |
| Šibenik - Novi Zagreb       | 12:28                     |

| 3. kvalifikacijski turnir | 3. kvalifikacijski turnir |
| ------------------------- | ------------------------- |
| Rijeka, 25. ožujka 2017.  |                           |
| Rijeka - Šibenik          | 31:12                     |
| Lokomotiva - Novi Zagreb  | 5:45                      |
| Šibenik - Lokomotiva      | 64:24                     |
| Rijeka - Novi Zagreb      | 20:0 p.f.                 |

| Finale                    | Finale    |
| ------------------------- | --------- |
| Zagreb, 23. travnja 2017. |           |
| Lokomotiva - Šibenik      | 0:20 p.f. |
| Novi Zagreb - Rijeka      | 58:5      |